# 上克拉默山

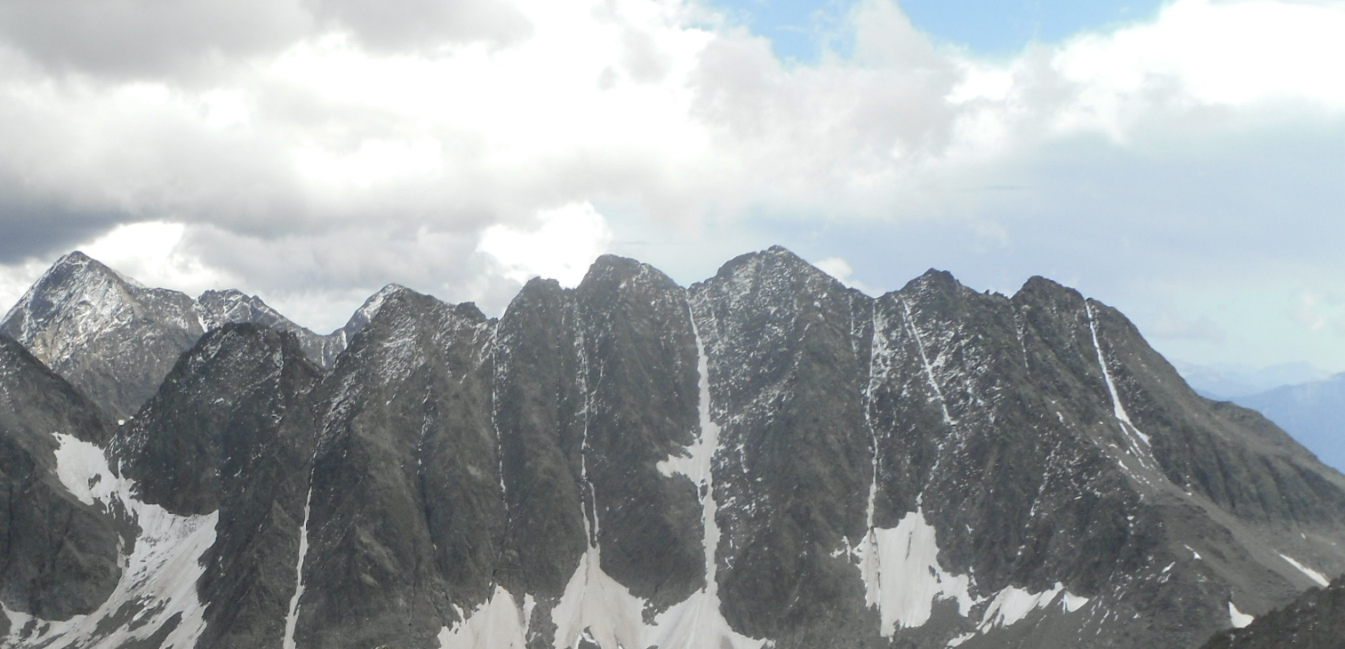

46°57′34″N 12°45′43″E / 46.959318°N 12.761867°E
上克拉默山（德語：Hoher Klammerkopf），是奧地利的山峰，位於該國南部，由克恩頓州負責管轄，屬於舍貝爾山脈的一部分，距離小霍恩山1.2公里，海拔高度3,155米，人類在1890年8月3日首次登頂。